# ウィリアム・テシージョ
ウィリアム・ホセ・テシージョ・グティエレス（William José Tesillo Gutiérrez  ,  コロンビア・アトランティコ県バランキージャ出身のプロサッカー選手。アトレティコ・ナシオナルに所属している。ポジションはディフェンダー。

## 来歴
2009年に2部リーグのセンタウロス・ビジャビセンシオでプロデビューし、3月21日のアトレティコFC戦で、プロ初ゴールを決めた。
2010年シーズンからカテゴリア・プリメーラAのデポルテス・キンディオでプレー。リーグ戦100試合以上に出場。2014年シーズン途中にアトレティコ・ジュニオールに移籍。2015年12月にインデペンディエンテ・サンタフェ3年契約でに完全移籍。2018年シーズン途中までプレーした。
2018年5月13日、クラブ・レオンに移籍。加入1年目の2018-19シーズンは38試合2得点を記録し、同シーズンのリーガMXベストイレブンに選出された。

## コロンビア代表
2016年のリオデジャネイロオリンピックに、オーバーエイジ枠で出場。2018 FIFAワールドカップでは、負傷で出場辞退となったフランク・ファブラの代役候補に挙がったものの落選。2019年5月にコパ・アメリカ2019の代表に選出。アルゼンチンなどが入ったグループBの首位通過に貢献。しかし、決勝トーナメント準々決勝のチリ戦では、0-0の末に迎えたPK戦で、5番手でキッカーを任されたものの、痛恨の失敗。後攻のチリがアレクシス・サンチェスが決め、無念の敗退に終わった。